# Wiman Joseon
-194––108
Le Wiman Joseon est une ère de l'histoire de la Corée. Prenant place lors de la Période Gojoseon, elle commence en  -194, lorsque Wiman renverse le roi Jun de Gojoseon puis s'empare du trône et s’achève en –108 avec la conquête du royaume par les troupes de la dynastie Han.